# デカ吉チビ助
『デカ吉チビ助』（デカきちチビすけ）は、メトロ・ゴールドウィン・メイヤー(MGM)に所属していたアニメーター、テックス・アヴェリーによって制作された短編アニメ（カートゥーン）、およびそれに登場する2頭のクマ。全6作。

## 作品内容
「デカ吉チビ助のニワトリ狩り」（HENPECKED HOBOES：1946年10月26日）
最初の作品。デカ吉チビ助が食料を探しているとニワトリがいた。二頭はそれを捕まえて食べようとするが……。
「デカ吉チビ助の野良犬狩り」（HOUNTED HUNTERS 1947年4月12日）
二頭が仕事を探していると新聞に野良犬狩りの仕事の募集記事が載っていた。二頭はこれに応募して犬を捕まえようと作戦をたてるが……。
「デカ吉チビ助の消防士」（RED HOT RANGERS：1947年5月31日）
「タバコ禁止」の看板にもかかわらず山にタバコを捨てる人がいた。不始末な吸殻から＜火の子＞が生まれ、消防士の二頭へ通報があった。二頭はその火の子を消そうとするが…
「デカ吉チビ助のアフリカ探検」（HALF-PINT PYGMY：1948年8月17日）
最後の作品。チビ助が新聞を読んでいると「世界一小さいアフリカの小人を捕まえたら5万ドルを進呈」という記事があり、勇躍捕まえようとするが……。当初は「デカ吉とチビ助のこびと狩り」という邦題がつけられていた。

## 登場人物
デカ吉（Junior）臆病でおおざっぱ。声はテックス・アヴェリー本人が担当
チビ助（George）活動的で短気。

## 定番のギャグ
お仕置き（Bend over!)チビ助がヘマをやったデカ吉の尻を思い切り蹴り飛ばして懲らしめる。デカ吉の尻はやたらと弾力性があり動きがコミカルである。デカ吉の「尻の皮むけちゃうよ」の台詞とセット。いじめを助長しかねない性格のギャグであり、青少年には好ましくないものだが、蹴り飛ばす側のチビ助もかなりひどい目にあっており、相応の理由はある。

## 日本でのTV放映
TBS版『トムとジェリー』の2話目に挿入される形で放映。現在はCSのカートゥーンネットワークで放送中のカートゥーンクラシックスの中で時折放映される。
テレビ放映時のトムとジェリーの著作権はトランスグローバルが持っていた。それに対し、現在はワーナー・ホーム・ビデオが持っているためテレビ放映時と現在では声優が異なる。

## 関連事項
- トムとジェリー
- ドルーピー